# Catenà

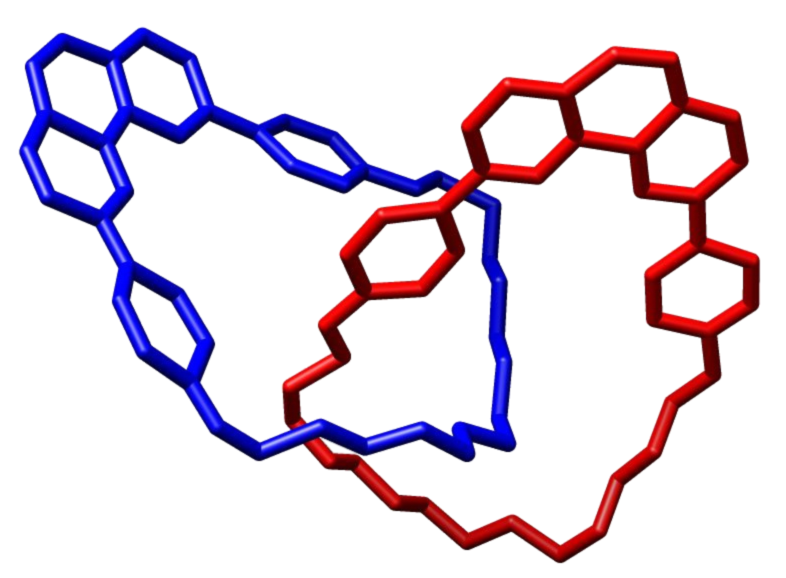
[2]Catenà sintetitzat per Jean-Pierre Sauvage i col·laboradors el 1985

Un catenà és una estructura molecular orgànica mecànicament entrellaçada que està composta de dos o més macrocicles entrellaçats. Els anells entrellaçats no es poden separar sense trencar els enllaços covalents dels macrocicles. L'etimologia de catenà prové del llatí catena que significa "cadena". En funció del nombre d'anells presents (2, 3, 4...) s'anomenen [2]catenans, [3]catenans, [4]catenans, etc.

## Història
Els primers catenans foren sintetitzats el 1964 pel químic orgànic alemany Arthur Lüttringhaus (1906-1992) i col·laboradors.

## Propietats

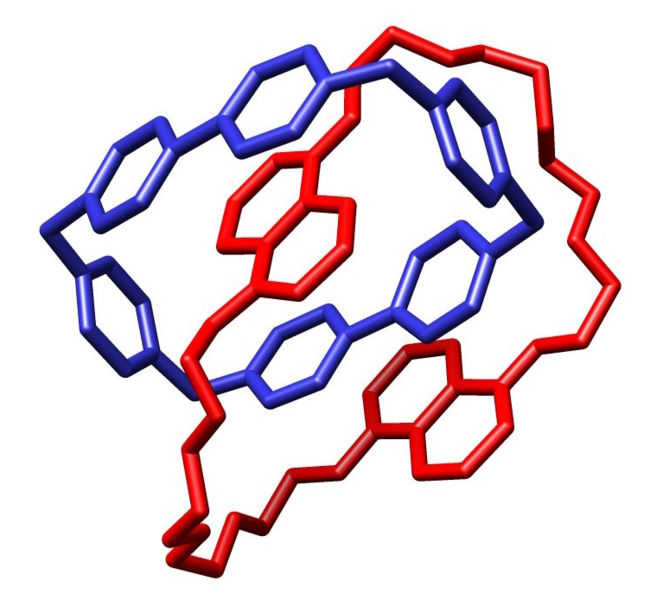
[2]Catenà sintetitzat el 1991 per J. Fraser Stoddart i col·laboradors

Una propietat de molts catenans és la capacitat dels anells per girar un respecte a l'altre i adoptar diferents disposicions espacials. Aquest moviment sovint pot ser detectat i mesurat per espectroscòpia de RMN, entre altres mètodes. Algunes d'aquestes disposicions són termodinàmicament més estables que d'altres. Mitjançant l'aportació d'energia es pot canviar de disposició estable, i funciona com una espècie d'interruptor molecular. Els catenans se sintetitzen al voltant d'un catió metàl·lic i adopten una determinada disposició, en retirar-lo els anells canvien de disposició adaptant-se a la nova situació. Si es reintrodueix el catió, es recupera la disposició inicial.
S'han sintetitzat catenans incorporant moltes unitats funcionals, inclosos grups redox-actius, grups fotoisomerizables, grups fluorescents i grups quirals. Alguns d'aquests compostos s'han utilitzat per a crear interruptors moleculars, així com per a la fabricació de dispositius electrònics moleculars i sensors moleculars.